# Phorbia ponti
Phorbia ponti este o specie de muște din genul Phorbia, familia Anthomyiidae, descrisă de Willi Hennig în anul 1969.
Este endemică în Germania. Conform Catalogue of Life specia Phorbia ponti nu are subspecii cunoscute.